# Линија 83 (Београд)
Линија 83 (Црвени Крст — Земун /Бачка/) је једна од најзначајнијих и најпопуларнијих линија градског превоза у Београду. 

## Опис
Линија 83 повезује горњи део Земуна, центар Земуна, центар Новог Београда, Старо Сајмиште, Београд на Води, Главну аутобуску станицу, Главну железничку станицу, Трг Славија и Црвени Крст, где се и окреће, на скверу око Возаревог крста.
Укупан број стајалишта је 27 у смеру "А", односно 28 у смеру "Б", укључујући и терминусе. Просечна дужина линије са окретницама износи 13 километара, по чему спада међу најдуже линије градског превоза у Београду.

## Историјат
Линија је уведена 1977. године, на релацији Црвени Крст - Земун Горњи Град, али убрзо након тога као стална траса се успоставља релација Црвени Крст - Трг Бранка Радичевића. Средином осамдесетих година, након изградње нове окретнице Земун /Бачка/ и продужетка са Трга Бранка Радичевића линија је добила данашњи облик, а такође уведена је и помоћна линија 83л (Трг Бранка Радичевића - Трг Димитрија Туцовића). Током периода економских санкција од 1992. до 1993. године, линија 83 је, као и многе друге, претрпела привремене редукције и радила на потезу Главна железничка станица - Трг Бранка Радичевића. Линија 83л је тада укинута и до данас није обновљена, за шта није дато званично образложење, иако је било грађанских иницијатива за њеним поновним успостављањем. Премда је у периоду после 2000. године дошло до побољшања ситуације у градском превозу у Београду, грађани су на разне начине често наводили да нису у потпуности задовољни радом линије 83 због недовољног броја возила, а међу њима је и новинар Теофил Панчић.

## Превозници
Основни превозник на линији 83 је ГСП "Београд". Непосредно по увођењу линију је испред тог предузећа одржавао саобраћајни погон "Космај", да би од 1982. године, када је отворен саобраћајни погон "Нови Београд" исти преузео одржавање ове линије. Од 1998. године на линији раде и друга транспортна предузећа, а најдуже је у тој улози било Саобраћајно предузеће "Ласта". Од 2016. године линију поново самостално одржава ГСП "Београд" преко различитих саобраћајних погона. Линија је потезима овог превозника поново деградирана, посебно од 15. јануара 2018. године, увођењем соло возила, уз велико незадовољство грађана због непоузданости и гужви, што је поново забележио хроничар ове линије Теофил Панчић.. Од 1. септембра 2022. године су враћена зглобна возила на линију 83, коју опет одржава саобраћајни погон "Нови Београд".